# Rivula propinqualis
Rivula propinqualis är en fjärilsart som beskrevs av Achille Guenée 1854. Rivula propinqualis ingår i släktet Rivula och familjen nattflyn. Inga underarter finns listade.

## Bildgalleri

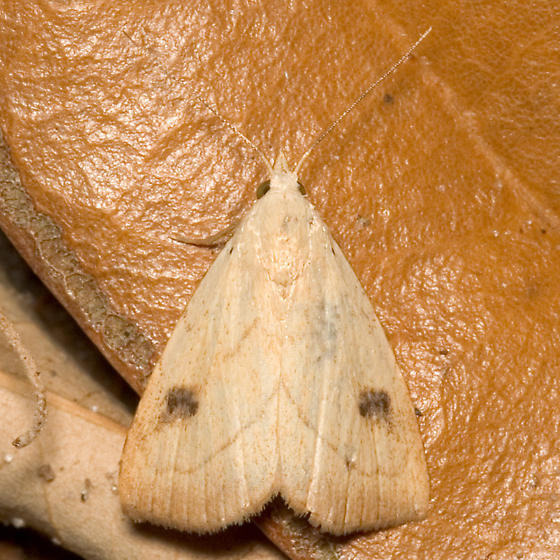